# Обарівська сільська рада
О́барівська сільська́ ра́да — орган місцевого самоврядування в Рівненському районі Рівненської області. Адміністративний центр — село Обарів.

## Загальні відомості
- Обарівська сільська рада утворена в 1940 році.
- Територія ради: 30,445 км²
- Населення ради: 3 427 осіб (станом на 2001 рік)

## Населені пункти
Сільській раді підпорядковані населені пункти:
- с. Обарів
- с. Ставки

## Склад ради
Рада складається з 20 депутатів та голови.
- Голова ради: Виговський Віктор Анатолійович

### Керівний склад попередніх скликань
| Прізвище, ім'я, по батькові | Основні відомості                                                 | Дата обрання | Дата звільнення |
| --------------------------- | ----------------------------------------------------------------- | ------------ | --------------- |
| Тимощук Іван Петрович       | Сільський голова, 1961 року народження, освіта вища, безпартійний | 26.03.2006   | 31.10.2010      |
| Тимощук Іван Петрович       | Сільський голова, 1961 року народження, освіта вища, безпартійний | 31.10.2010   |                 |

Примітка: таблиця складена за даними сайту Верховної Ради України